# خوان ماركيز
خوان ماركيز (بالإسبانية: Juan Márquez)‏ هو كاتب إسباني، ولد في 1565 في مدريد في إسبانيا، وتوفي في 1621 في سلامنكا في إسبانيا.